# Museo e villaggio africano
Il Museo e Villaggio Africano è un museo che ha sede all'interno del convento di Basella di Urgnano, in provincia di Bergamo, edificato intorno al 1460 da Bartolomeo Colleoni per i frati domenicani. Dal 1920 il convento è abitato dai Missionari Passionisti, congregazione religiosa fondata da San Paolo della Croce nel 1743.
Dall'autunno 2002 il Museo è all'interno della casa provinciale dei Passionisti, inserita nel contesto storico e naturalistico del Parco del Serio. Dal 2010 il museo è riconosciuto dalla Regione Lombardia.
Tutti i proventi del Museo sono devoluti alle opere missionarie di realizzazione e mantenimento delle scuole e dei laboratori artigianali per giovani in Kenya e Tanzania.

## La storia
Nel 1984 a Calcinate, all'interno del convento dei Missionari Passionisti, viene aperto al pubblico il "Museo d'arte e cultura africana Pio XI".
Il materiale etnografico raccolto dagli anni sessanta ai primi anni ottanta nei viaggi nelle missioni Passioniste di Kenya e Tanzania e da donazioni private di famiglie lombarde, fu esposto da padre Fulgenzio Cortesi in due sale della struttura, una dedicata alla sezione artistica, l'altra alla didattica.
Secondo l'intento di p. Fulgenzio Cortesi, fondatore e direttore del museo per quindici anni, l'esposizione degli oggetti d'uso quotidiano avrebbe avuto il compito di conferire dignità alle culture dell'Africa subshariana.
A cinque anni di distanza dall'apertura del Museo, nella primavera del 1989 venne inaugurato il "Villaggio Africano", un'esposizione "en plain air" di diverse tipologie di abitazioni africane appartenenti a popolazioni dell'Africa Occidentale e Orientale, "per far vedere l'ambiente che ha fatto nascere la cultura e l'arte africana".
Nel 1999 con l'avvento di Alessio Favaretto alla guida della direzione del museo, la sala didattica fu destinata ad ospitare mostre temporanee legate alla vita quotidiana nel continente, dai giocattoli dei bambini agli strumenti musicali.
L'anno successivo, la decisione della Provincia del Sacro Cuore di Maria dei Missionari Passionisti di alienare a privati il convento di Calcinate porta ad una revisione critica degli oggetti esposti e degli allestimenti museali in funzione della costruzione di una nuova sede, a Basella di Urgnano, all'interno della casa provinciale.
Franco Monti, membro da oltre trent'anni della "Camera Sindacale degli Esperti Professionisti in Oggetti d'Arte e di Collezione" a Parigi, nel corso dell'anno 2000, dopo le indagini effettuate sugli oggetti presenti nel museo di Calcinate e per far fronte alle difficoltà che i Passionisti stavano affrontando per "mantenerlo in vita", decise di consegnare in comodato d'uso decennale 33 opere della sua vasta collezione, raccolte nel corso dei suoi numerosi viaggi effettuati sin dagli anni cinquanta nell'Africa subsahariana.
Si sarebbe creato un Museo Africano dedicato all'esposizione dell'arte dell'Africa del passato reso vivo tramite esposizioni temporanee annuali, in cui uno sguardo all'Africa contemporanea e la trattazione di tematiche rivolte all'intercultura l'avrebbero fatto diventare "centro di ricerca sull'arte e sulle culture africane", non solo del passato ma anche quelle odierne.

## Il museo oggi

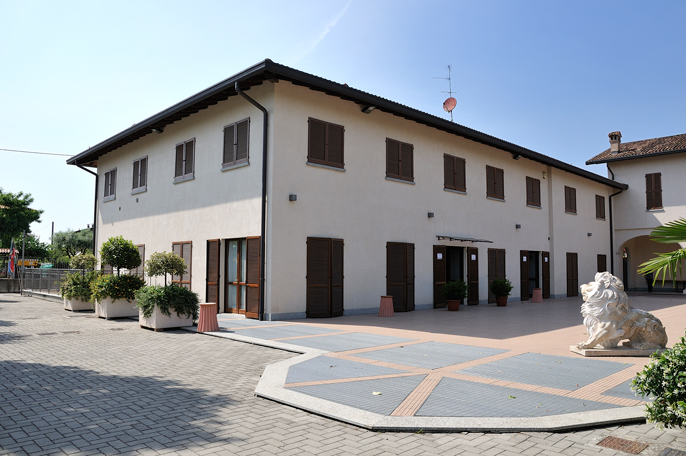
La sede del Museo Africano vista dal cortile interno

Il Museo e Villaggio Africano, che ogni anno registra mediamente 15.000 ingressi, si sviluppa su tre piani:
- al piano interrato vi sono due sale espositive, comunicanti tra loro, destinate alla collezione artistica permanente ed alle mostre temporanee. La sala delle esposizioni temporanee si configura come uno spazio espositivo di 250 m2 per l'allestimento di prodotti e attività attualmente presenti in Africa.
- al piano terra una sala polivalente per animazioni interattive di gruppi e per spettacoli, una sala climatizzata adibita a spazio ristoro per gruppi organizzati in gita al museo per un'intera giornata, la libreria e la caffetteria;
- al primo piano una sala conferenze da 150 posti per meeting e convegni ed una sala attrezzata a laboratorio di manipolazione, per la realizzazione di manufatti artigianali con prodotti e tecniche di lavorazione originarie del continente africano.

### La sezione artistica

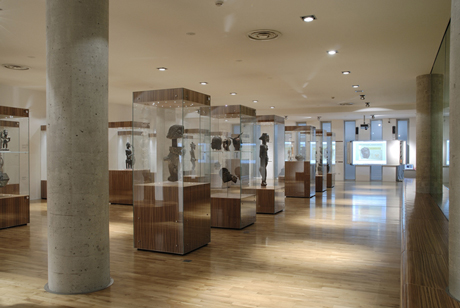
La sala della collezioone permanente con la LIM sullo sfondo

Le trentatré opere esposte nel museo, tutte appartenenti al periodo pre-coloniale e con una datazione stimata tra il XV ed il XIV secolo, sono parte di una collezione privata.
Provengono tutte dall'Africa occidentale e centrale, le aree del continente in cui l'espressione scultorea ha avuto il suo sviluppo più evidente.
La maggior parte delle opere è costituita da maschere e statue di legno, il materiale più diffuso in natura e quindi più utilizzato in campo artistico.
Tra le opere più significative, si segnalano le sculture Dogon e Lobi, le maschere del Burkina Faso, le eleganti figure Baulé, un reliquiario Mahongwe, un altare Tellem, una statua Igbo e un pilastro scolpito Babanki.
Nel museo sono inoltre presenti tre teste funerarie commemorative Akan in terracotta e una testa Mahen Yafe in steatite.

### L'esposizione temporanea

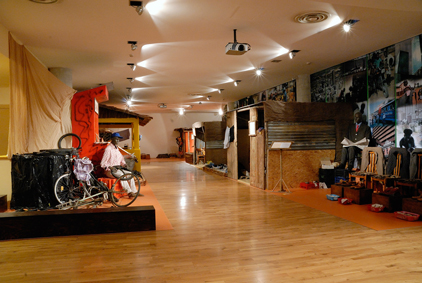
Panoramica della mostra dedicata al lavoro nei villaggi e nelle periferie urbane a sud del Sahara

La mostra "Kazi njema! Buon lavoro! Guadagnarsi il pane a Sud del Sahara" presenta al pubblico una piccola rassegna delle attività quotidiane presenti nei villaggi e nelle periferie urbane di diversi stati dell'Africa Subsahariana. La mostra è interattiva, e attraverso il gioco di ruolo è possibile svolgere alcune delle attività che ogni giorno compiono milioni di adulti e bambini.